# Babenhausen (Schwaben)

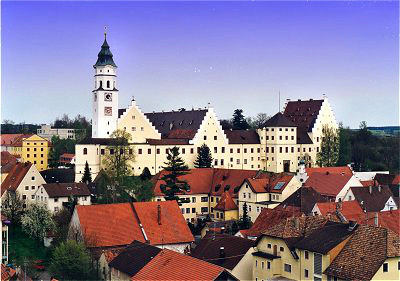
Fuggerschloss mit Kirche St. Andreas

Babenhausen ist ein Markt im  bayerisch-schwäbischen Landkreis Unterallgäu und Sitz der gleichnamigen Verwaltungsgemeinschaft.
Der mittelschwäbische Ort ist bekannt durch das Fuggerschloss und die Kirche St. Andreas. Es ist Sitz der Familie Fugger, die im Mittelalter und vor allem in der Renaissance große Bedeutung hatte.

## Geografie
Die Gemeinde liegt im Tal der Günz, etwa 25 Kilometer nordöstlich von Memmingen und 40 Kilometer südöstlich von Ulm in Oberschwaben. Sie gehört zur ländergrenzenüberschreitenden Region Donau-Iller.

### Gemeindegliederung
Das Gemeindegebiet besteht aus den Gemarkungen Babenhausen und Klosterbeuren.
Es gibt vier Gemeindeteile (in Klammern ist der Siedlungstyp angegeben):
- Babenhausen (Hauptort)
- Gaierberghof (Einöde)
- Klosterbeuren (Pfarrdorf)
- Unterschönegg (Kirchdorf)

Daneben gibt es auf dem Gemeindegebiet den Wohnplatz Sparergatt.

## Geschichte
Der Siedlungsname wurde am 24. März 1237 im Zuge der Schlichtung einer Grenzstreitigkeit erstmals urkundlich als Babinhusin genannt und geht auf den althochdeutschen Personennamen Babo zurück. Am 12. Mai 1315 war bereits die Bezeichnung Stadt in einer Kaufvertragsurkunde enthalten. Kaiser Ludwig IV. der Bayer, verlieh im Jahr 1337 das Ulmer Stadtrecht. 1436 erwarb Rudolf Mötteli vom Rappenstein um 2000 Gulden von Benno und Albrecht von Rechberg Schloss und Markt. Am 26. Juli 1466 wurde im Rahmen des sogenannten Rottweiler Urteils die kaiserliche Acht über die Herrschaft Babenhausen verhängt. Für Babenhausen ging dadurch das Stadtrecht dauerhaft verloren.
1538 erwarb der 1530 zum Reichsgrafen erhobene Anton Fugger die Burg Babenhausen samt zugehöriger Herrschaft, die seit 1500 zum Schwäbischen Reichskreis zählte. Der Markt war in der Folge im Besitz der Fugger-Babenhausen. Dieser wurde 1803 zum Reichsfürsten erhoben. Mit der Rheinbundakte 1806 kam der Ort und das Fürstentum Babenhausen dann zum Königreich Bayern, der Ort war bis zur Revolution 1848 Sitz des Fürstlichen Fuggerschen Herrschaftsgerichts Babenhausen. Ab 1852 bestand ein Landgericht. Zum 1. Januar 1933 wurde der Nachfolger, das Amtsgericht Babenhausen aufgehoben.
Babenhausen gehörte ab 1862 zum Bezirksamt Illertissen (ab 1939: Landkreis Illertissen) und wechselte nach dessen Auflösung in der Gebietsreform in Bayern 1972 in den neugebildeten Landkreis Unterallgäu.
Das in der Gemeinde befindliche Franziskaner-Kloster Klosterbeuren wurde vor 1273 gegründet und 1860 abgerissen.

### Bahnanbindung
Im Jahr 1894 wurde der Ort durch die eingleisige, von der Illertalbahn abzweigende Nebenbahnstrecke Kellmünz an der Iller – Babenhausen an das Eisenbahnnetz angeschlossen. 70 Jahre später wurde im Jahr 1964 der Personennahverkehr auf der Strecke wieder eingestellt, und seit 2009 verläuft auf dem ehemaligen Bahndamm ein Radweg.

### Eingemeindungen
Die Gemeinde Klosterbeuren und der Ort Unterschönegg der Gemeinde Oberroth wurden im Zuge der Gemeindegebietsreform am 1. Mai 1978 in den Markt Babenhausen eingegliedert.

### Einwohnerentwicklung
| Jahr      | 1840 | 1871 | 1900 | 1925 | 1939 | 1959 | 1961 | 1970 | 1987 | 1991 | 1995 | 2000 | 2005 | 2010 | 2015 |
| Einwohner | 2219 | 2284 | 2495 | 2504 | 2527 | 4246 | 4351 | 4631 | 4630 | 4953 | 5190 | 5315 | 5250 | 5176 | 5488 |

Zwischen 1988 und 2018 wuchs der Markt von 4751 auf 5628 Einwohner bzw. um 18,5 %.

## Politik

### Gemeinderat und Bürgermeister
Der Marktgemeinderat hat 20 Mitglieder. Bei der Kommunalwahl am 15. März 2020 ergab sich folgende Sitzverteilung:
- Freie Wähler: 8 Sitze (40,3 %)
- CSU: 6 Sitze (28,0 %)
- Junge Wähler Union: 2 Sitze (12,4 %)
- Bündnis 90/Die Grünen 2 Sitze (10,4 %)
- Liste engagierter Bürger: 2 Sitze (9,0 %)

Gegenüber der Amtszeit 2014 bis 2020 gewannen die Freien Wähler einen Sitz; CSU, Liste engagierter Bürger und Junge Wähler Union verloren jeweils ein Mandat. Die Grünen waren in der vorher gehenden Periode nicht vertreten und erreichten zwei Sitze.
Bürgermeister ist seit Mai 2008 Otto Göppel jun. (CSU). Er wurde am 15. März 2020 mit 51,2 % der Stimmen (bei zwei Mitbewerbern) für weitere sechs Jahre im Amt bestätigt.

### Gemeindefinanzen
Im Jahr 2011 betrugen die Gemeindesteuereinnahmen 5.827.000 Euro; davon waren 3.052.000 Euro Gewerbesteuereinnahmen (netto).

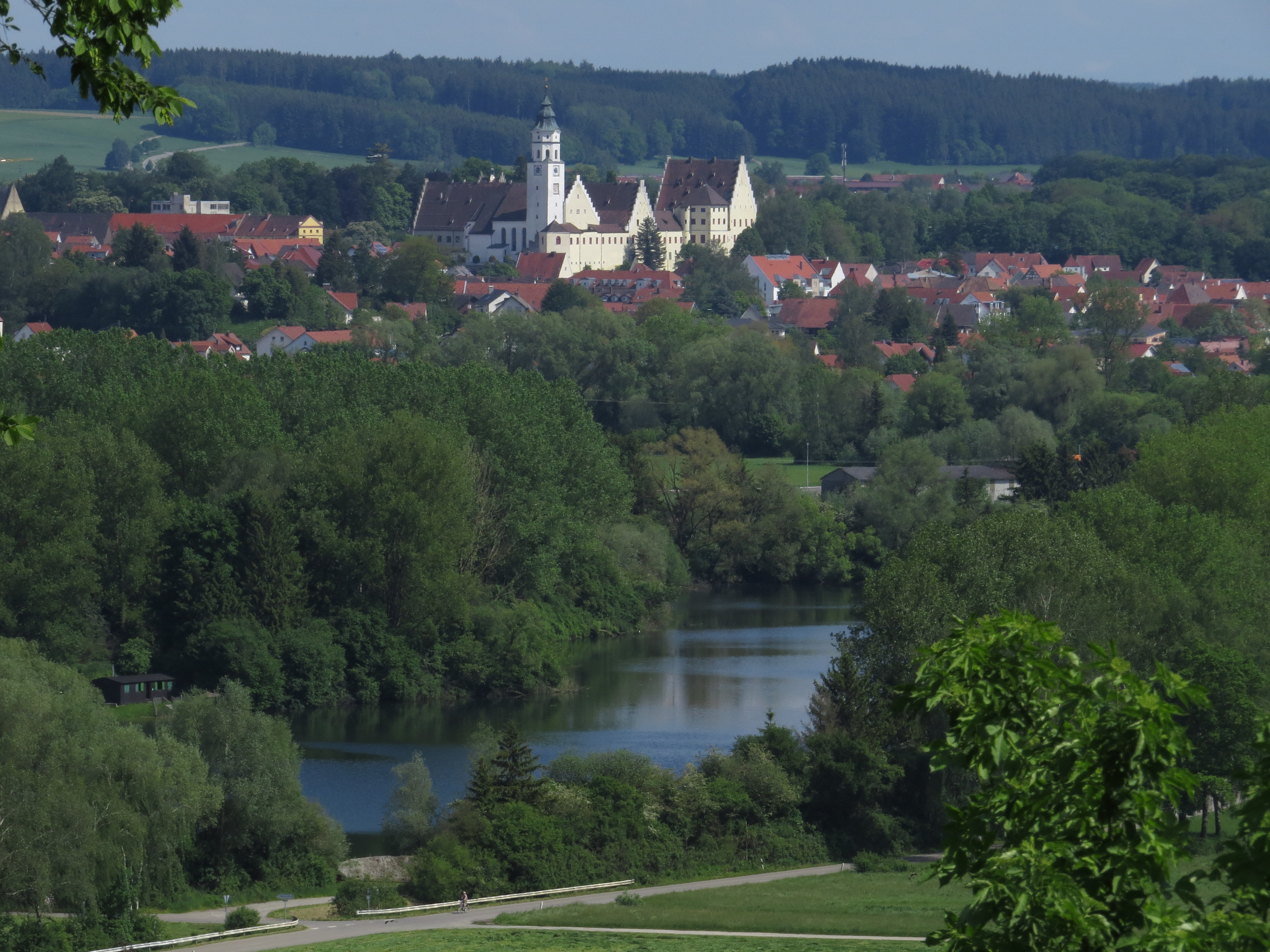
Babenhausen im Tal der Günz

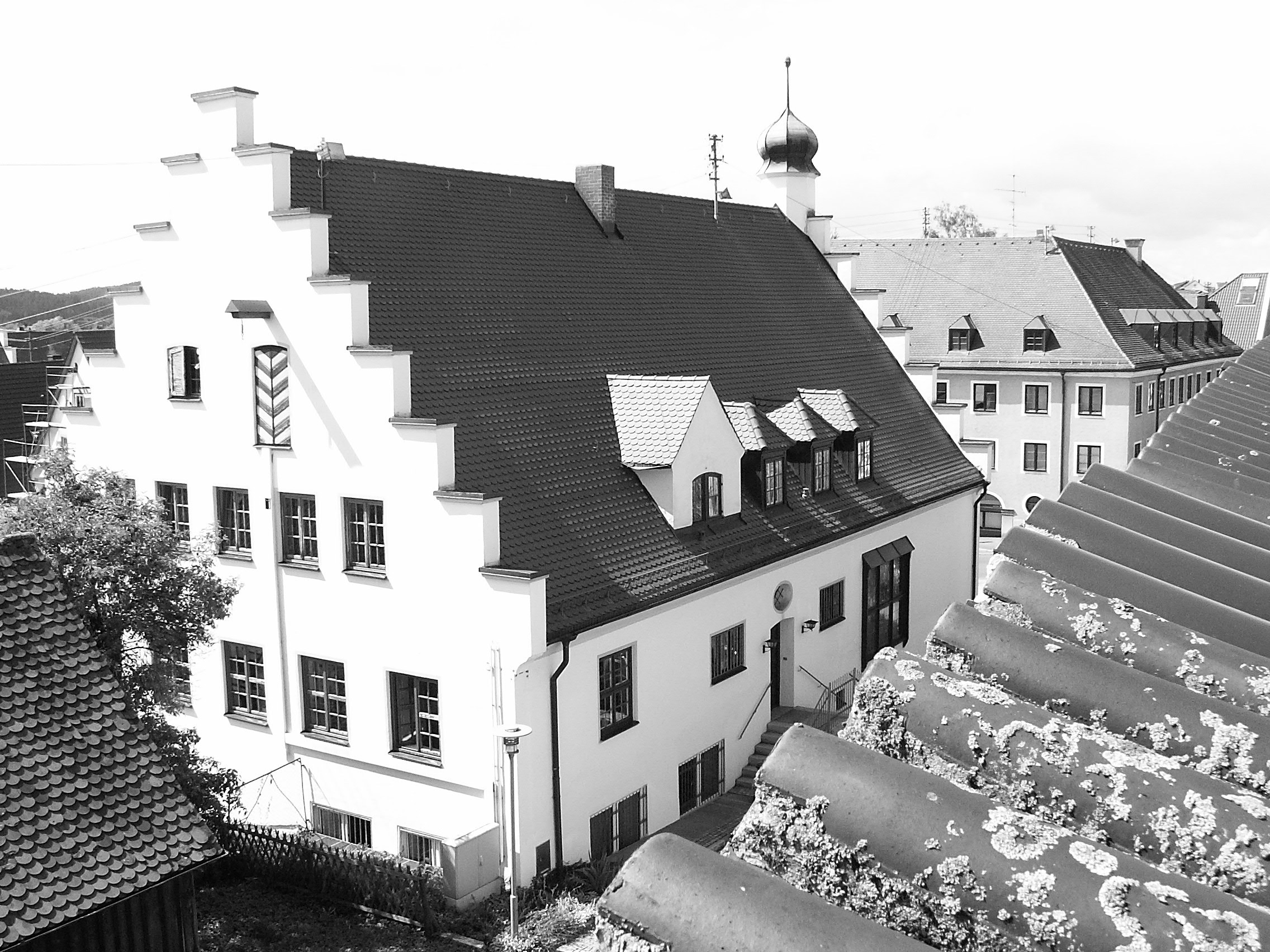
Rathaus in Babenhausen

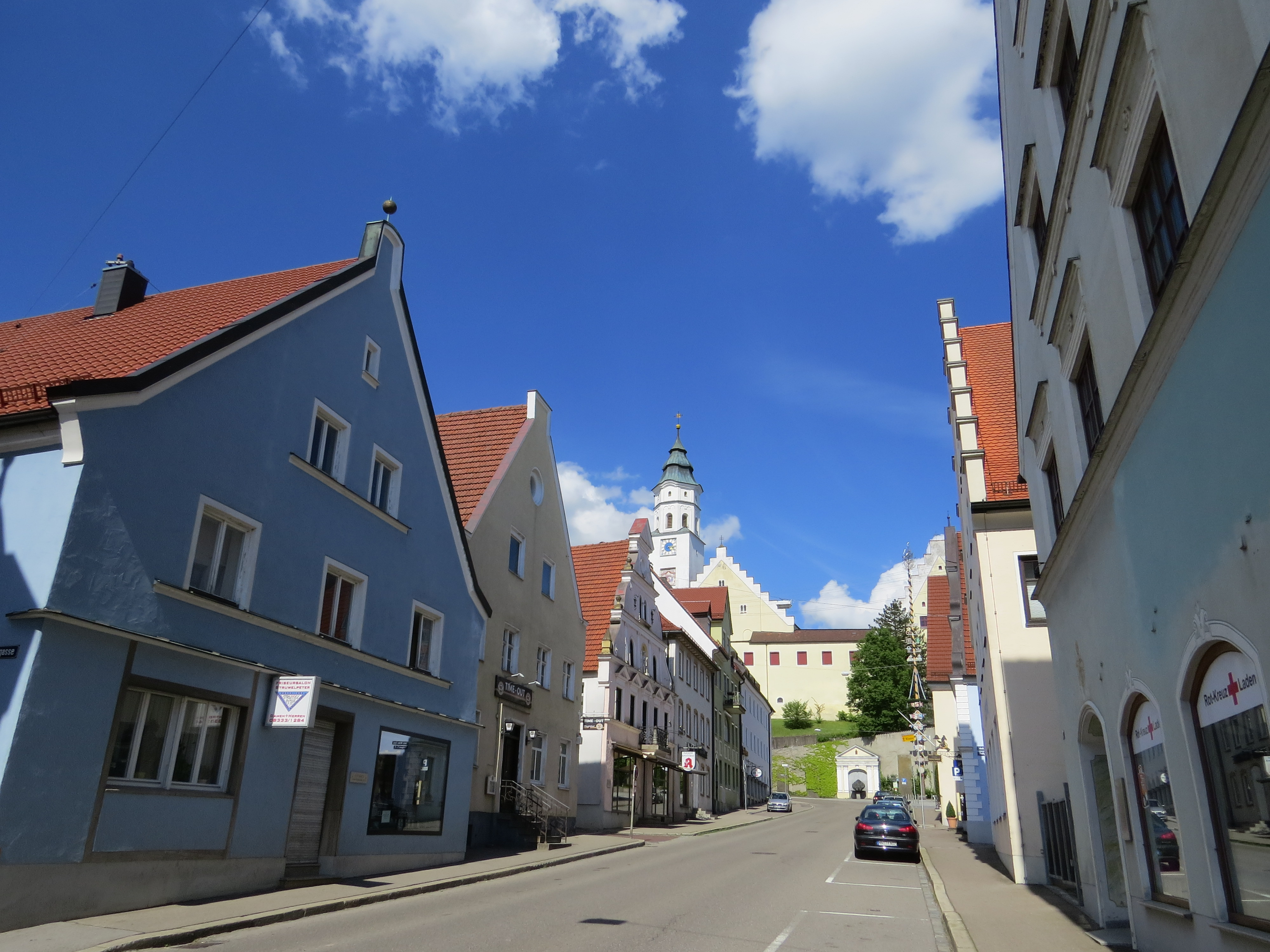
Stadtgasse mit Fuggerschloss

### Wappen und Flagge
| | Blasonierung: „In Gold zwischen drei (2:1) gestellten schwarzen Schlägeln ein schwarzer Stern.“ |
| Wappenbegründung: Der ursprüngliche Wappenschild geht auf das Jahr 1471 zurück und ist damit das zweitälteste kommunale Wappen im Landkreis Unterallgäu. Der durch Kaiser Friedrich III. zu Regensburg am 15. Juli 1471 verliehene Wappenbrief beschreibt das Wappenprivileg wie folgt: „ain gelben schilt, darinn drey swarcz slegel, di stil under sich gekeret, steende di zwen oben nebeneinander, und dazwischen ain swarczer stern und under demselben stern steende der dritt slegel in mitte des schilts …“. Die Schlegel als Wappensymbol sind dem Wappen des früheren Ortsherren Konrad von Schönegge mit dem Zunamen Prügel entnommen, das sich als Familienwappen bis zum Jahr 1273 zurückverfolgen lässt. Sie erinnern an die Herrschaft der Reichsministerialen, die Herren von Schönegg im 13. und 14. Jahrhundert. Graf Anselm Maria Fugger nahm im Jahre 1796 Wappenbeifügungen mit zwei gekreuzten Wimpeln, einem stahlfarbenen, bürgerlichen Helm und goldener Mauerkrone vor. Ähnliche Attribute zierten, dem Zeitgeist entsprechend, auch diverse andere Gemeindewappen im Kreisgebiet. Seit einer staatlichen Weisung vom 27. Juli 1928 sind all diese Ergänzungen jedoch unzulässig und damit auch nicht Teil eines rechtsverbindlichen geschichtlichen Wappens. |                                                                                                 |

Der Markt führt eine schwarz-gelb gestreifte Fahne mit aufgelegtem Gemeindewappen.

### Gemeindepartnerschaften
- Argentré und Louvigné (Département Mayenne, Frankreich)

## Sehenswürdigkeiten

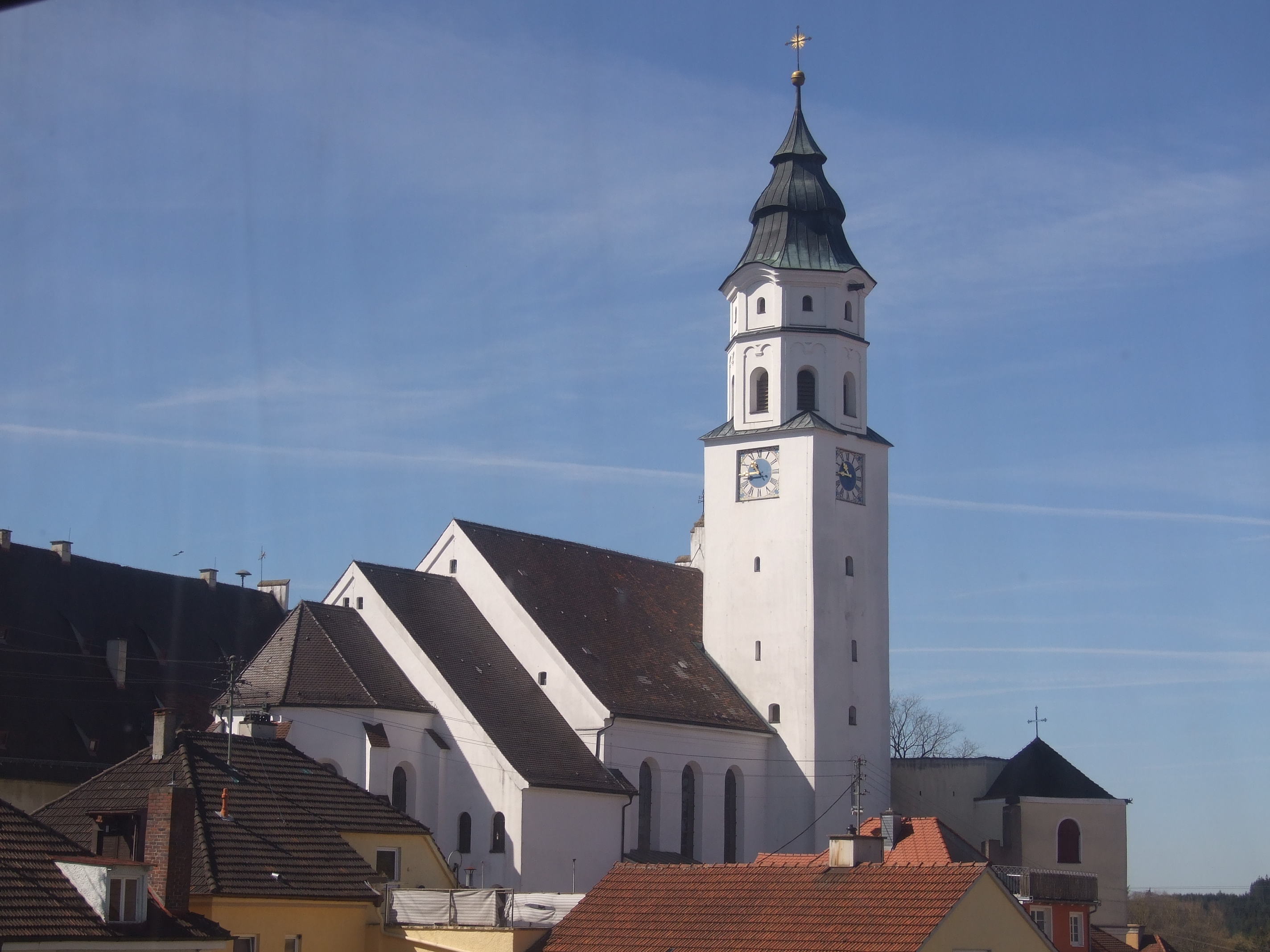
Kirche St. Andreas

- In Babenhausen gibt es ein Fuggerschloss, in dem ein Fuggermuseum untergebracht ist. Die Kirche St. Andreas in barocker Ausstattung ist eine Sehenswürdigkeit des Ortes.
- In der Friedhofskapelle befinden sich sieben Bilder eines Totentanzes aus der Zeit um 1722. Sie gehören mit weiteren vier Bildern (Sündenfall, Totendank, Lösegeld der Verstorbenen, Trost der Armen Seelen) zum Zyklus eines Totenkults nach dem Vorbild der Wiener Todten-Capelle von Abraham a Sancta Clara (alias Johann Ulrich Megerle aus Kreenheinstetten bei Messkirch).[11]
- Fuggerweiher

## Wirtschaft und Infrastruktur

### Wirtschaft
2011 gab es im Bereich der Land- und Forstwirtschaft 17, im produzierenden Gewerbe 1322 und im Bereich Handel und Verkehr 376 sozialversicherungspflichtig Beschäftigte am Arbeitsort. In sonstigen Wirtschaftsbereichen lag dieser Wert bei 435 Personen. Sozialversicherungspflichtig Beschäftigte am Wohnort gab es 1998. Im verarbeitenden Gewerbe gab es neun, im Bauhauptgewerbe sieben Betriebe. Im Jahr 2010 bestanden zudem 37 landwirtschaftliche Betriebe mit einer landwirtschaftlich genutzten Fläche von insgesamt 1342 ha, davon waren 616 ha Ackerfläche und 726 ha Dauergrünfläche.
Der Gewerbesteuerhebesatz beträgt zurzeit 290 % (2011).

### Bildung
In der Gemeinde gibt es folgende Einrichtungen: Drei Kindergärten mit insgesamt 217 Kindergartenplätzen und 204 betreuten Kindern (Stand 2012) sowie zwei Volksschulen mit 53 Lehrkräften und 783 Schülerinnen und Schülern (Schuljahr 2011/12). Die Anton-Fugger-Realschule in Babenhausen hatte 33 Lehrkräfte mit 555 Schülern (Schuljahr 2011/12), welche in vier Zweigen unterrichtet wurden.

### Kultur

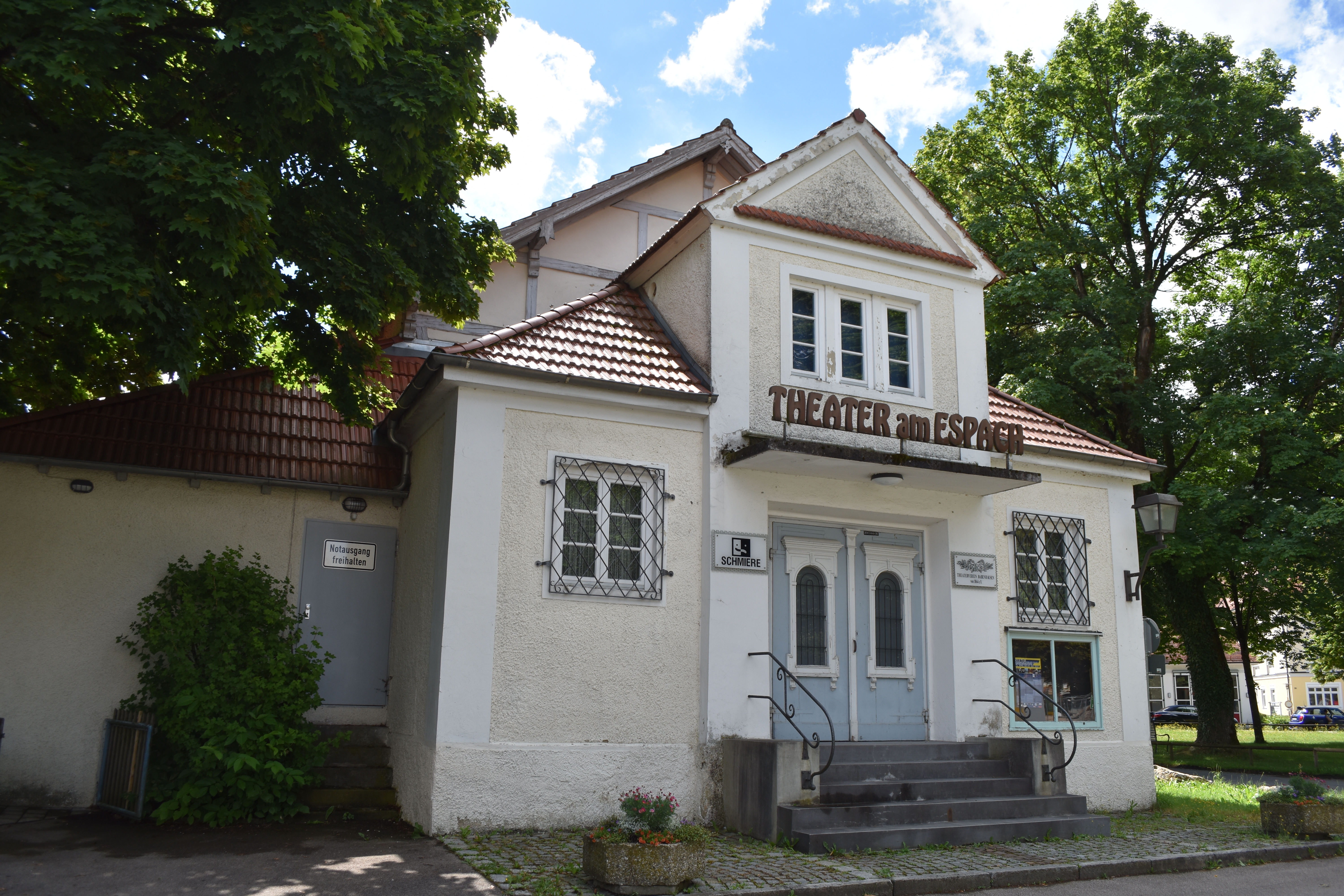
Theater am Espach

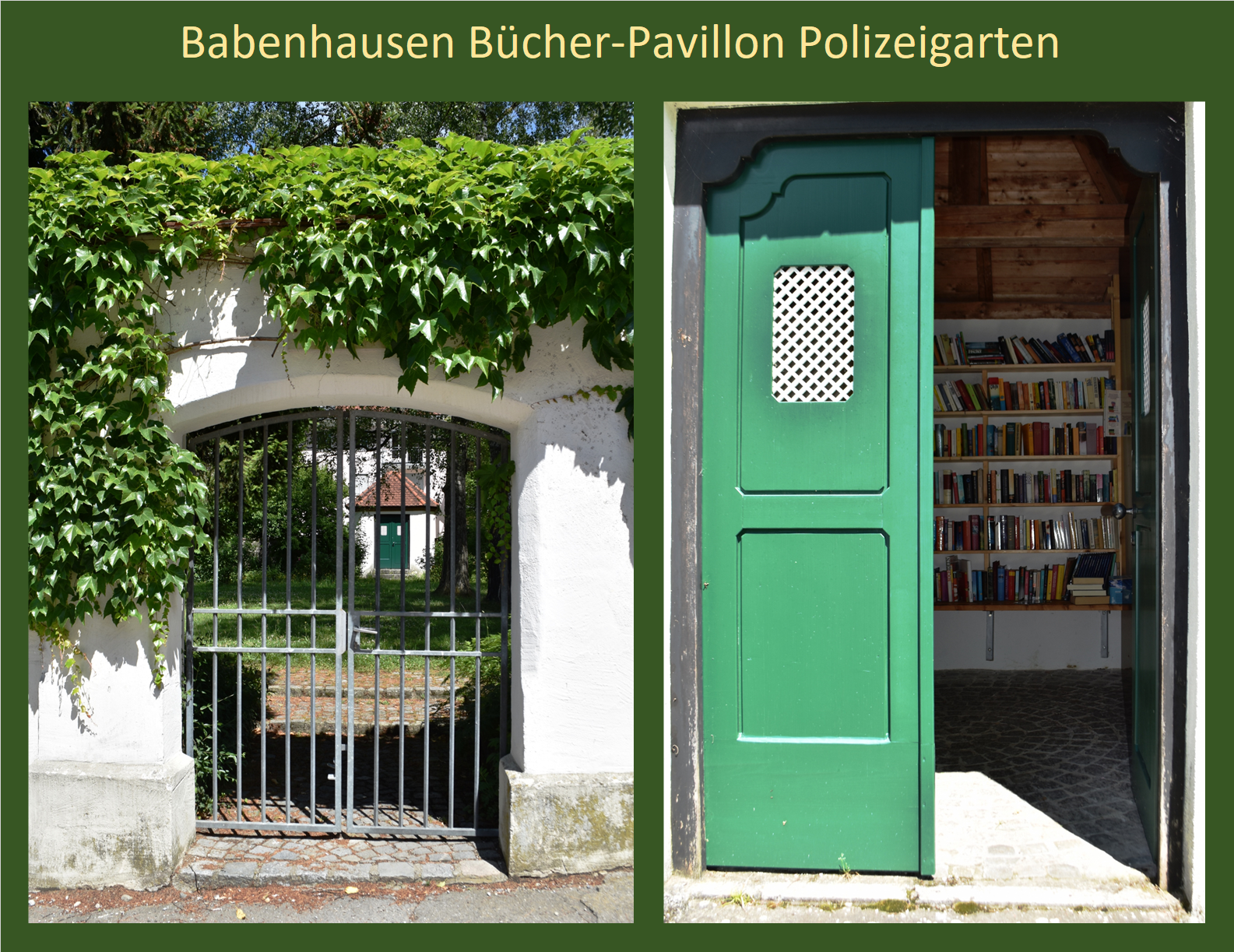
Bücher-Pavillon

- Das Theater am Espach wird vom Theaterverein Babenhausen v. 1864 e. V. betrieben und von der Theatergruppe Schmiere mit bespielt.
- Im Polizeigarten in der Judengasse 2 befindet sich ein Bücher-Pavillon zum Büchertausch.

## Persönlichkeiten

### Söhne und Töchter des Marktes
- Jakob III. Fugger (1542–1598), Kaufmann und Herr auf Schloss Babenhausen
- Georg Fugger zu Wasserburg (1577–1643), Kaufmann, österreichischer Rat, kaiserlicher Kämmerer sowie schwäbischer Landvogt
- Joachim Enzmilner, Graf von Windhaag (1600–1678), Politiker der Gegenreformation
- Johannes Bisselius (1601–1682), jesuitischer Prediger, Schriftsteller und Dichter
- Franz Joseph von Herz zu Herzfeld (1681–1739), Rechtswissenschaftler und Hochschullehrer
- Johann Georg Beer (1701–1781), Architekt und Baumeister
- Anselm Maria Fugger von Babenhausen (1766–1821), 1. Fürst Fugger von Babenhausen
- Andreas Primus (1782–1849), fürstlicher Leib- und Gerichtsarzt, Hofrat
- Anton Anselm, 2. Fürst Fugger von Babenhausen (1800–1836), Standesherr und bayerischer Reichsrat
- Alois von Wiest (1810–1890), Richter, württembergischer Landtagsabgeordneter
- Wilhelm von Behringer (1820–1902), liberaler Reichstags- und Landtagsabgeordneter
- Leopold, 3. Fürst Fugger von Babenhausen (1827–1885), Standesherr und bayerischer Reichsrat
- Karl, 4. Fürst Fugger von Babenhausen (1829–1906), Standesherr und bayerischer Reichsrat
- Wilhelm Engel (1838–1933), Kunstschreiner
- Rudolf Müller (1854–1912), Verwaltungsjurist
- Emil Ehrensberger  (1858–1940), Chemiker und Industriemanager
- Heel, Franz Xaver  (1758–1831), Komponist
- Otto Jochum (1898–1969), Komponist, Chorleiter und Musikpädagoge
- Eugen Jochum (1902–1987), Dirigent
- Georg Ludwig Jochum (1909–1970), Dirigent
- Lothar Meid (1942–2015), Bassist, Musikproduzent und Filmkomponist

### Persönlichkeiten, die vor Ort gewirkt haben
- Anselm Maria Fugger von Babenhausen (1766–1821), Reichsfürst des Fürstentums Babenhausen
- Claudia Roth (* 1955), Politikerin, frühere Bundesvorsitzende von Bündnis 90/Die Grünen, Vizepräsidentin des Deutschen Bundestags, wuchs in Babenhausen auf